# Sandra Sigurðardóttir
Sandra Sigurðardóttir (2 oktober 1986) is een IJslands voetbalspeelster. Zij speelt in de IJslandse Úrvalsdeild-competitie.

## Statistieken
| Seizoen | Club     | Land    | Competitie     | Wedstrijden | Doelpunten |
| ------- | -------- | ------- | -------------- | ----------- | ---------- |
| 2009    | Stjarnan | IJsland | Úrvalsdeild    | 18          | 0          |
| 2010    | Stjarnan | IJsland | Úrvalsdeild    | 18          | 1          |
| 2011    | Jitex BK | Zweden  | Damallsvenskan | 7           | 0          |
| 2011    | Stjarnan | IJsland | Úrvalsdeild    | 2           | 0          |
| 2012    | Stjarnan | IJsland | Úrvalsdeild    | 18          | 0          |
| 2013    | Stjarnan | IJsland | Úrvalsdeild    | 18          | 0          |
| 2014    | Stjarnan | IJsland | Úrvalsdeild    | 17          | 0          |
| 2015    | Stjarnan | IJsland | Úrvalsdeild    | 18          | 0          |
| 2016    | Valur    | IJsland | Úrvalsdeild    | 18          | 0          |
| 2017    | Valur    | IJsland | Úrvalsdeild    | 18          | 0          |
| 2018    | Valur    | IJsland | Úrvalsdeild    | 18          | 0          |
| 2019    | Valur    | IJsland | Úrvalsdeild    | 18          | 0          |
| 2020    | Valur    | IJsland | Úrvalsdeild    | 16          | 0          |
| Totaal  | Totaal   | Totaal  | Totaal         | 204         | 1          |

Laatste update: januari 2021

## Interlands
Sigurðardóttir speelde eerder in IJsland O16, O17, O19 en O23.
Sinds 2011 is Sigurðardóttir een van de doelverdedigsters van het IJslands vrouwenvoetbalelftal. In 2009, 2013 en 2017 nam ze als tweede keepster deel aan de Europese Kampioenschappen. Sinds 2019 is zij de eerste keepster van het nationale elftal.